# Serigne Moustapha Diakhaté
Serigne Moustapha Diakhaté (27 de julio de 2004) es un baloncestista senegalés que juega como pívot. Mide 2,06 metros.

## Trayectoria deportiva
Nacido en Senegal es un jugador formado en las categorías inferiores del Saski Baskonia.
En la temporada 2020-21, formaría parte del Saski Baskonia B de Liga EBA con apenas 16 años.
El 20 de septiembre de 2022, firma por el CB Clavijo de la Liga LEB Plata.
Tras ser confirmado para formar parte la temporada 2023-24 de la plantilla del CB Clavijo en la Liga LEB Oro, el 28 de septiembre de 2023, se anuncia su desvinculación del club logroñés.